# Julien Francis Moufonda
 (mai 2017).
Julien Francis Moufonda, né le 11 septembre 1949 est une personnalité politique congolaise. Il occupe la Questure du Bureau lors de la présidence d'André Mouélé (en) et la Vice-Présidence de Bernard Tchibambeléla.

## Biographie

### Formation
Il est titulaire d'un  doctorat d'État en philosophie à l'Université d’État de Moscou (1986).

### Jeunesse
Né en 1949 à Impfondo, Julien Francis Moufonda obtient en 1972 un baccalauréat « Lettres » à Brazzaville, puis part étudier la philosophie à l'université de Moscou. Il revient ensuite au Congo et commence une carrière d'enseignant à l'ENS et à l'École supérieure du Parti au début des années 1990.

### Vie politique
Membre du Comité Central et Membre d'honneur du Parti Congolais du Travail (PCT) à l'issue du 5ème Congrès en décembre 2019.   Ancien  Directeur de la recherche scientifique à l'ancienne École supérieure du Parti de 1989 à 1991, puis élu député et questeur du Bureau à l'Assemblée nationale de la République du Congo en 1992. Il est Secrétaire général de l'Assemblée nationale de 1993 à 1998. En 1997, il est élu, à Séoul, en Corée du Sud, membre du Comité exécutif de l'Association des secrétaires généraux des parlements.  
Julien Francis Moufonda est nommé en 2006 ambassadeur pour la paix de la Fédération pour la paix universelle, qui dispose du statut consultatif auprès des Nations unies, puis vice-président en 2007. Il assure aussi les fonctions de vice-président global de l'université Sun Moon (en) de Corée du Sud entre 2012 et 2017.

## Prix et distinctions
- Chevalier dans l'Ordre National de la Paix[9]
- Chevalier dans l'Ordre National du dévouement congolais
- Ambassadeur pour la paix de la Fédération pour la Paix Universelle[4].

## Publications
- 100 Maximes pour bâtir une vie, Paris, Lulu, 2012, 36 p. (ISBN 978-0-557-55026-5, présentation en ligne).
- Prioritologie, Publibook, 25 janvier 2012, 50 p. (ISBN 978-2-7483-7506-0, présentation en ligne).
- Petite Encyclopédie Politique du Congo[5]Page 11, Julien Francis Moufonda y a collaboré sous la direction de Aimé Emmanuel Yoka